# Magia ao Luar
Magia ao Luar (Magic in the Moonlight) é um filme de comédia romântica estadunidense de 2014 escrita e dirigida por Woody Allen.

## Sinopse
Stanley (Colin Firth) é mágico de teatro com talento para desmascarar charlatões, e é contratado para acabar com a suposta farsa de Sophie (Emma Stone), simpática jovem que afirma ser médium. Inicialmente cético, ele aos poucos começa a duvidar de suas certezas e se vê cada vez mais encantado pela moça.

## Elenco
- Colin Firth: Stanley Crawford
- Emma Stone: Sophie Baker
- Hamish Linklater: Brice
- Marcia Gay Harden: Sra. Baker
- Jacki Weaver: Grace
- Erica Leerhsen: Caroline
- Eileen Atkins: Tia Vanessa
- Simon McBurney: Howard Burkan
- Lionel Abelanski: o médico

## Prêmios e indicações

### Prêmios
Alliance of Women Film Journalists
- A mais notória diferença de idade entre o ator principal e seu interesse amoroso: Colin Firth e  Emma Stone (2014)

### Indicações
Prix Lumière
- Melhor fotografia: 2015